# UDP-Glucosa glucosilceramida transferasa
La UDP-Glucosa glucosilceramida transferasa (GlcT-1) es una enzima que se integra en el metabolismo de los esfingolípidos, interviniendo dentro de éste en la transferencia de una molécula de glucosa para la glicosilación de la ceramida (acilesfingosina), dando lugar a los compuestos glicolipídicos denominados cerebrósidos. 
Al ser una enzima que cumple su función como proteína integral del aparato de Golgi, para sus funciones suele servirse también de la acción de una flipasa. 
La verificación de su existencia y actuación tuvo lugar en 1968, pero la mayor parte de estudios existentes sobre esta proteína han tenido lugar a partir de 1995. La dificultad en el estudio de esta proteína se deriva de su carácter altamente hidrofóbico y en el hecho de que se expresa en muy pequeñas cantidades.

## Las ceramidas y la formación de esfingolípidos
Las ceramidas son una familia de los lípidos. Una ceramida se compone de un ácido graso unido mediante un enlace amida a una esfingosina, un alcohol insaturado de 18 carbonos. Es la molécula base de los esfingolípidos, muy abundantes en la bicapa lipídica de las membranas celulares.
Dentro de los esfingolípidos cabe destacar la existencia de esfingomielinas, que contienen fosfocolina o fosfoetanolamina como grupos de cabeza polares, y de glicoesfingolípidos, entre los cuales cabe distinguir la existencia de glicolípidos sin carga, cuyas dos categorías corresponderían a cerebrósidos y globósidos, y por último los gangliósidos, con una estructura de azúcares más compleja. 
Por su parte, los glicoesfingolípidos sin carga a pH fisiológico, abundantes en la cara externa de la membrana celular, poseen grupos de cabeza con uno o más glícidos enlazados al grupo OOH del carbono 1 de la ceramida. Dentro de ellos, los cerebrósidos son aquellos que poseen un monoglícido unido a la ceramida. De entre los mismos, los unidos a galactosa son característicos de la membrana plasmática de las células del tejido nervioso. Por su parte, los unidos a glucosa son más abundantes en otro tipo de tejidos no neurales. 
La Glucosilceramida transferasa interviene, como se ha dicho, en la glicosilación de la ceramida para lograr la Glucosilceramida (GlsCer), un glicoesfingolípido cerebrósido con una molécula de glucosa, que actúa como precursor de glicolípidos más complejos.
Los esfingolípicos de membrana no tienen únicamente una función estructural, como tradicionalmente se había pensado. Recientemente se han descubierto que tanto la ceramida como la esfingomielina son potentes reguladores de la actividad proteíca de las quinasas, y que los derivados de la ceramida se hallan relacionados con la regulación de la división celular, diferenciación, migración y muerte celular programada (apoptosis).

## Reacción catalizada
La biosíntesis de los esfingolípidos tiene lugar en cuatro fases:
- 1) Síntesis de la esfinganina, desde el palmitoil-CoA y la serina,

- 2) Adición de un ácido graso en enlace amida para obtener N-acilesfinganina,

- 3) Desaturación de la esfinganina para la obtención de N-acilesfingosina (ceramida), y

- 4) Adición de un grupo de cabeza para producir un cerebrósido o una esfingomielina.

Es en esta última fase en la que interviene la Glucosilceramida transferasa. 

La vía de síntesis es parecida a la de los glicerofosfolípidos, ya que el NADPH suministra igualmente poder reductor. En el caso de los cerebrósidos, el glícido del grupo de cabeza se añade directamente al grupo hidroxil del carbono 1 de la ceramida, normalmente mediante un enlace glicosídico. El donante del glícido es un UDP-monoglícido (UDP-glucosa o UDP-galactosa). 
La Glucosilceramida transferasa participa en la reacción por la cual concretamente la UDP-glucosa cede este último glícido a la ceramida para la formación del cerebrósido resultante, catalizando dicha reacción en su condición de enzima transferasa.
La Glucosilceramida transferasa se ha considerado tradicionalmente como una proteína integral de membrana, de tipo III, residente en la parte cis y medial del Golgi, si bien algunos autores sugieren su asociación con otros péptidos en heterodímeros o heteroligerímeros, que podrían coadyuvar significativamente en su función típica. Esta asociación ha sido sugerida como consecuencia de los resultados experimentales derivados de la sintetización de ADN complementario (c-DNA) de esta proteína a partir de la línea celular mutante, enzima-deficiente, GM-95, propia de determinados melanomas.
Sin perjuicio de lo anteriormente dicho, los mismos experimentos han localizado GlcT-1 no únicamente en el aparato de Golgi, sino también en algunas zonas del retículo endoplasmático perinuclear, lo que puede sugerir que la Glucosilceramida transferasa puede regular la cantidad de ceramida generada en esas membranas. 
En cualquier caso, la glicosilación de la ceramida con glucosa tiene lugar en la cara citosólica del Golgi, a diferencia de los procesos de adición de galactosa que tienen lugar en la cara luminal de dicho orgánulo. Este motivo, junto con la apreciación de que la secuencia de aminoácidos de la GlcT-1 no muestra homología con la de la Galactosilceramida transferasa parece indicar diferentes orígenes evolutivos para dichas enzimas.

## Importancia de la GlcT-1 en determinados procesos biológicos humanos
La importancia de la Glucosilceramida transferasa en determinados procesos biológicos se ha puesto claramente de manifiesto por parte de los estudios llevados a cabo a lo largo de los últimos quince años. En muchas ocasiones, los descubrimientos aparejan consecuencias prácticas para orientar determinados tratamientos médicos.
Se ha investigado ampliamente la posibilidad de que la ceramida tenga efectos proapoptóticos y reguladores, por tanto, de la expresión celular. La comprensión de este fenómeno ha sido bien establecida en condiciones experimentales, a partir del aislamiento de un GlcT-1 homólogo de la mosca Drosophila melanogaster y su expresión en células deficientes en niveles de glicoesfingolípidos. Las experimentaciones de interferencia de RNA demuestran que la pérdida de la función catalítica del GlcT-1 pone en marcha procesos apoptóticos. Inversamente, su actuación impide dichos procesos, lo que sugiere que la ceramida juega un rol esencial en la regulación de la apoptosis y la supervivencia celular. Parecida importancia parece jugar la Esfingosima-1-fostato dentro de este proceso metabólico. 
En el caso de humanos, se han realizado constataciones semejantes en el caso de pacientes con procesos neoplásicos, con lo cual el nivel de dicho lípido sería relevante para evaluar la quimioresistencia en determinadas enfermedades neoproliferativas como la leucemia, el neuroepitelioma, el melanoma o el cáncer de mama.
En los estudios efectuados parece constatarse que, en ciertos casos en que durante un tratamiento de quimioterapia se producen reacciones de quimioresistencia, puede detectarse una fuerte incidencia de alta actividad de Glucosilceramida transferasa y en ocasiones también de Esfingomielina sintasa.

La Glucosilceramida transferasa, por tanto, participa en la regulación de los niveles celulares de ceramida, a través de los procesos de glicosilación e, indirectamente, en el mantenimiento de los procesos de muerte y supervivencia celular. 

## Inhibición de la actividad de la GlcT-1
Dada la intervención de la Glucosilceramida transferasa en los procesos biológicos anteriormente comentados, así como la existencia de patologías relacionadas con el déficit en la eliminación de determinados glicolípidos (vgr. Enfermedad de Gaucher), la GlcT-1 puede ser considerada como una diana terapéutica en algunos tratamientos médicos, habiéndose considerado la existencia de distintos agentes inhibidores. 
Entre dichos agentes inhibidores destaca el (D-treo)-1-fenil-2-decanoilamino-3-morfolino-1-propanol, que ha demostrado eficazmente la reducción de los niveles de GlcT-1 en células humanas (no con la misma seguridad en células animales). 
Es destacable que en el caso del enantiómero de la molécula anterior, el (L-treo)-1-fenil-2-decanoilamino-3-morfolino-1-propanol, se ha constatado un efecto contrario, con incremento funcional de la producción de GlcCer. Ello parece apuntalar la función reguladora que estas enzimas pueden jugar en un momento dado en la producción de glicolípidos. 

## Determinación de la presencia y actividad de la GlcT-1
Hasta épocas recientes esta enzima sólo podía ser cuantificada en términos de actividad. El desarrollo de técnicas de anticuerpos ha permitido el reconocimiento de este polipéptido y ha sido posible la estimación de su masa y actividad enzimática.

### Métodos analíticos

#### a) Ensayos de Actividad Enzimática
Se incluyen aquí experimentos con incubación de muestras de proteína con UDP-glucosa marcada con isótopos radioactivos o con derivados fluorescentes de la ceramida. 
En este tipo de experimentos, los lípidos son extraídos y la Glucosilceramida formada se separa de la ceramida mediante cromatografía de capa fina. 
Alternativamente, puede emplearse la inmovilización de la ceramida en gotas de gel de sílice, con seperación posterior mediante centrifugación o filtración de las gotas. 

#### b) Ensayos de actividad enzimática utilizando C6-NBD-Cer (Albúmina Bovina)
Mediante disolución de la albúmina en cloroformo, secado con nitrógeno y posterior redisolución, para su empleo con muestras de proteína y análisis cromatográfico. 

#### c) Métodos con anticuerpos
Derivados de conejos inmunizados con enzima de procedencia humana. Permiten el reconocimiento y asignación de peso molecular a la proteína cuando se analizan fracciones enriquecidas de Golgi o inmunoprecipitados. 

### Métodos “in vivo”
Recientemente se ha propuesto un enfoque para determinar la actividad enzimática celular de la Glucosilceramida transferasa “in vivo” utilizando NBD-C6-ceramida fluorescente. El principio es básicamente el mismo que el apuntado en el anterior punto referido a los ensayos de actividad enzimática, ya que la separación de la glucosilceramida de la ceramida debe efectuarse mediante cromatografía de capa fina, a la que sigue espectrofotrometría, que permite determinar la presencia de Glucosilceramida producida, en términos de pmol, para aproximadamente 50.000 células o 1,0 mg. de tejido. Se trata de una técnica de elección para determinar el grado de actividad en tumores sujetos a manipulación genética o inhibición química.